# 블랙프라이어스 철도교
블랙프라이어스 철도교(영어: Blackfriars Railway Bridge)는 잉글랜드 런던 템스강을 가로지르는 다리로, 블랙프라이어스교와 밀레니엄교 사이에 있다.